# AS Bamako
Association Sportive de Bamako w skrócie AS Bamako – malijski klub piłkarski, grający w drugiej, a niegdyś w pierwszej lidze, mający siedzibę w mieście Bamako, stolicy kraju.

## Historia
Klub został założony w 1999 roku. Największym jego sukcesem jest wywalczenie Pucharu Mali w 2005 roku, dzięki zwycięstwu w serii rzutów karnych z Djoliba AC.

## Sukcesy
- Puchar Mali[1]:
  - zwycięstwo (1): 2005.
  - finał (1): 2006.

## Występy w afrykańskich pucharach
| Sezon | Rozgrywki           | Runda   | Kraj  | Klub                 | Dom | Wyjazd | Dwumecz      |
| ----- | ------------------- | ------- | ----- | -------------------- | --- | ------ | ------------ |
| 2006  | Puchar Konfederacji | wstępna | Togo  | Dynamic Togolais     | 5–0 | 0–0    | 5–0          |
| 2006  | Puchar Konfederacji | 1       | Ghana | King Faisal Babes FC | 1–0 | 0–0    | 1–0          |
| 2006  | Puchar Konfederacji | 2       | Sudan | Al-Merreikh Omdurman | 3–0 | 0–3    | 3–3 (k. 2–3) |

## Stadion
Domowe mecze klub rozgrywa na stadionie o nazwie Stade Centre Salif Keita w Bamako. Stadion może pomieścić 35000 widzów.